# 리처드 데닝
리처드 데닝(영어: Richard Denning, 1914년 3월 27일~1998년 10월 11일)은 미국의 배우이다.
포킵시에서 태어났으며 에스콘디도에서 심근 경색으로 사망하였다.

## 영화
- 비운의 여왕 매리(1971년)
- 하와이 5-0수사대(1968년)
- 더 블랙 스콜피온(1957년)
- 네이키드 파라다이스(1957년)
- 러브 어페어(1957년) - 케네스 브래드리 역
- 세계가 멸망한 날(1956년)
- 오클라호마 여인(1956년)
- 더 매그니피슨트 마타도르(1955년)
- 타겟 어스(1954년)
- 해양 괴물(1954년) - 마크 윌리엄즈 역
- 언노운 아일랜드(1948년)
- 블랙 뷰티(1946년)
- 더 글래스 키(1942년) - 테일러 헨리 역
- 북서 기마 순찰대(1940년)
- 더 스타 메이커(1939년)
- 뜨거운 것이 좋아(1939년)
- 나이트 오브 나이츠(1939년)
- 기브 미 어 세일러(1938년)
- 콜리지 스윙(1938년)